# Snaha
Snaha is een geslacht van kreeftachtigen uit de klasse van de Malacostraca (hogere kreeftachtigen).

## Soorten
- Snaha aruna Bahir & Yeo, 2007
- Snaha escheri (Roux, 1931)